# Nicholas Monroe
Benjamin Nicholas Monroe (Oklahoma City, 12 aprile 1982) è un allenatore di tennis ed ex tennista statunitense.

## Carriera
Nel 2004 entra nel circuito professionistico.
Nel 2013 vince il primo titolo nel doppio maschile in coppia con il tedesco Simon Stadler a Båstad sconfiggendo in finale Albert Ramos Viñolas e Carlos Berlocq. Raggiunge inoltre sempre in coppia con Stadler le finali a Buenos Aires, in cui vengono sconfitti da Simone Bolelli e Fabio Fognini e ad Umago sconfitto da Martin Kližan e David Marrero.

## Statistiche

### Doppio

#### Vittorie (4)
| Legenda                   |
| Grande Slam (0)           |
| ATP World Tour Finals (0) |
| ATP Masters 1000 (0)      |
| ATP World Tour 500 (0)    |
| ATP World Tour 250 (4)    |

| N. | Data            | Torneo                    | Superficie  | Compagno           | Avversari in finale                 | Punteggio           |
| 1. | 14 luglio 2013  | Swedish Open, Båstad (1)  | Terra rossa | Simon Stadler      | Albert Ramos Viñolas Carlos Berlocq | 6-2, 3-6, [10-3]    |
| 2. | 13 luglio 2014  | Swedish Open, Båstad (2)  | Terra rossa | Johan Brunström    | Jérémy Chardy Oliver Marach         | 4-6, 7-6(5), [10-7] |
| 3. | 25 ottobre 2015 | Stockholm Open, Stoccolma | Cemento (i) | Jack Sock          | Mate Pavić Michael Venus            | 7-5, 6-2            |
| 4. | 29 luglio 2018  | Atlanta Open, Atlanta     | Cemento     | John-Patrick Smith | Ryan Harrison Rajeev Ram            | 3-6, 7-6(5), [10-8] |

#### Finali perse (9)
| Legenda                   |
| Grande Slam (0)           |
| ATP World Tour Finals (0) |
| ATP Masters 1000 (1)      |
| ATP World Tour 500 (0)    |
| ATP World Tour 250 (8)    |

| N. | Data             | Torneo                                                        | Superficie  | Compagno           | Avversario in finale                 | Punteggio           |
| 1. | 24 febbraio 2013 | Copa Claro, Buenos Aires                                      | Terra rossa | Simon Stadler      | Simone Bolelli Fabio Fognini         | 3-6, 2-6            |
| 2. | 27 luglio 2013   | Croatia Open Umag, Umago                                      | Terra rossa | Simon Stadler      | Martin Kližan David Marrero          | 1-6, 7-5, [7-10]    |
| 3. | 26 aprile 2015   | BRD Năstase Țiriac Trophy, Bucarest                           | Terra rossa | Artem Sitak        | Adrian Ungur Marius Copil            | 6-3, 5-7, [15-17]   |
| 4. | 20 luglio 2015   | Hall of Fame Tennis Championships, Newport                    | Erba        | Mate Pavić         | Jonathan Marray Aisam-ul-Haq Qureshi | 6-4, 3-6, [8–10]    |
| 5. | 1º aprile 2017   | Miami Open, Miami                                             | Cemento     | Jack Sock          | Łukasz Kubot Marcelo Melo            | 5-7, 3-6            |
| 6. | 1º ottobre 2017  | Shenzhen Open, Shenzhen                                       | Cemento     | Nikola Mektić      | Alexander Peya Rajeev Ram            | 3-6, 2-6            |
| 7. | 25 febbraio 2018 | Delray Beach International Tennis Championships, Delray Beach | Cemento     | John-Patrick Smith | Jack Sock Jackson Withrow            | 6-4, 4-6, [8-10]    |
| 8. | 6 maggio 2018    | TEB BNP Paribas Istanbul Open, Istanbul                       | Terra rossa | Ben McLachlan      | Dominic Inglot Robert Lindstedt      | 6-3, 3-6, [8-10]    |
| 9. | 23 agosto 2019   | Winston-Salem Open, Winston-Salem                             | Cemento     | Tennys Sandgren    | Łukasz Kubot Marcelo Melo            | 7-6(6), 1-6, [3-10] |

## Risultati in progressione
| Sigla | Risultato               |
| ----- | ----------------------- |
| V     | Vincitore               |
| F     | Finalista               |
| SF    | Semifinalista           |
| O     | Oro olimpico            |
| A     | Argento olimpico        |
| SF    | Bronzo olimpico         |
| QF    | Quarti di Finale        |
| 4T    | Quarto turno            |
| 3T    | Terzo turno             |
| 2T    | Secondo turno           |
| 1T    | Primo turno             |
| RR    | Round Robin             |
| LQ    | Turno di qualificazione |
| A     | Assente                 |
| ND    | Non disputato           |

| Legenda superfici    |
| -------------------- |
| Cemento              |
| Terra battuta        |
| Erba                 |
| Superficie variabile |

### Doppio
| Tornei Grande Slam         |     |               |               |               |     |               |               |               |               |       |
| Australian Open, Melbourne | A   | 1T            | 1T            | 1T            | 1T  | 2T            | 1T            | 1T            | A             | 1–7   |
| Open di Francia, Parigi    | A   | A             | 2T            | 2T            | 2T  | 1T            | 1T            | A             | QF            | 6–6   |
| Wimbledon, Londra          | Q1  | 2T            | 1T            | 2T            | 1T  | 3T            | 1T            | 2T            | ND            | 5–7   |
| US Open, New York          | 2T  | 1T            | 1T            | 1T            | 3T  | QF            | 1T            | 1T            | 1T            | 5–10  |
| Vittorie-Sconfitte         | 1–1 | 1–3           | 1–4           | 2–4           | 3–4 | 5–4           | 0–4           | 1–3           | 3–2           | 17–29 |
| Giochi Olimpici            |     |               |               |               |     |               |               |               |               |       |
| Giochi Olimpici            | A   | Non disputati | Non disputati | Non disputati | A   | Non disputati | Non disputati | Non disputati | Non disputati | 0–0   |
| Vittorie-Sconfitte         | 0–0 | Non disputati | Non disputati | Non disputati | 0–0 | Non disputati | Non disputati | Non disputati | Non disputati | 0–0   |

### Doppio misto
| Tornei Grande Slam         |     |               |               |               |     |               |               |               |               |      |
| Australian Open, Melbourne | A   | A             | A             | A             | A   | A             | 1T            | A             | A             | 0–1  |
| Open di Francia, Parigi    | A   | A             | 1T            | A             | A   | 1T            | A             | A             | ND            | 0–2  |
| Wimbledon, Londra          | A   | 1T            | 2T            | 2T            | 3T  | 1T            | 1T            | A             | ND            | 4–6  |
| US Open, New York          | A   | A             | 1T            | A             | A   | 2T            | 1T            | 1T            | ND            | 1–4  |
| Vittorie-Sconfitte         | 0–0 | 0–1           | 1–3           | 1–1           | 2–1 | 1–3           | 0–3           | 0–1           | 0–0           | 5–13 |
| Giochi Olimpici            |     |               |               |               |     |               |               |               |               |      |
| Giochi Olimpici            | A   | Non disputati | Non disputati | Non disputati | A   | Non disputati | Non disputati | Non disputati | Non disputati | 0–0  |
| Vittorie-Sconfitte         | 0–0 | Non disputati | Non disputati | Non disputati | 0–0 | Non disputati | Non disputati | Non disputati | Non disputati | 0–0  |